# Червеноглава плоска костенурка
Platemys platycephala е вид влечуго от семейство Змиеврати костенурки (Chelidae).

## Разпространение
Видът е разпространен на голяма територия в цяла централните части на Южна и Северна Америка, на юг от Ориноко във Венецуела до басейна на Амазонка.